# David Bailie
David Bailie (* 4. Dezember 1937 in Springs, Südafrika; † 5. März 2021) war ein britischer Schauspieler.

## Leben
Bailie wurde 1937 in Südafrika geboren, wo er auch aufwuchs. Er besuchte ein Internat in Swasiland und lebte ab 1952 mit seiner Familie in Rhodesien, dem heutigen Simbabwe. Nach Beendigung seiner Schulpflicht arbeitete er erst in einer Bank und danach bei den Central African Airlines. 1958 besuchte er erstmals Großbritannien und zog zwei Jahre später endgültig auf die Insel. Ab 1960 war er in diversen Filmen, Serien und Theaterstücken zu sehen. Zwischen 1979 und 1995 nahm er sich eine Auszeit vom Film- und Fernsehgeschäft und widmete sich verstärkt dem Theater. Bekannt wurde er vor allem durch seine Rolle des stummen Piraten Cotton in Fluch der Karibik, Pirates of the Caribbean – Fluch der Karibik 2 und Pirates of the Caribbean – Am Ende der Welt.

## Filmografie
- 1961: Schwarze Fackel (Flame in the Streets)
- 1966: Ransom for a Pretty Girl (Fernsehserie, 5 Episoden)
- 1968: All’s Well That Ends Well (Fernsehfilm)
- 1971: The Fenn Street Gang (Fernsehserie, Episode 1x03)
- 1972: The Visitors (Mini-Serie, Episode 1x05)
- 1972: Heinrich VIII. und seine sechs Frauen (Henry VIII and His Six Wives)
- 1972: Adam Smith (Fernsehserie, 2 Episoden)
- 1973: Nachts, wenn das Skelett erwacht (The Creeping Flesh)
- 1973: The Regiment (Fernsehserie, Episode 2x01)
- 1973: Son of Dracula
- 1973: Wipers Three (Fernsehfilm)
- 1974: Play for Today (Fernsehserie, Episode 4x10)
- 1975: Churchill’s People (Fernsehserie, Episode 1x08)
- 1975: Die Legende vom Werwolf (Legend of the Werewolf)
- 1975: Task Force Police (Softly Softly: Task Force) (Fernsehserie, Episode 7x12)
- 1975: BBC Play of the Month (Fernsehserie, 2 Episoden)
- 1976: Plays for Britain (Fernsehserie, Episode 1x04)
- 1977: Warship (Fernsehserie, Episode 4x01)
- 1977: Doctor Who (Fernsehserie, 4 Episoden)
- 1977: Rendezvous mit dem Tod (Golden Rendezvous)
- 1978: Blakes 7 (Fernsehserie, Episode 1x09)
- 1978: Die Onedin Linie (The Onedin Line) (Fernsehserie, Episode 6x06)
- 1979: The First Part of King Henry the Fourth, with the Life and Death of Henry Surnamed Hotspur (Fernsehfilm)
- 1995: Die Piratenbraut (Cutthroat Island)
- 1997: Robin Hood (The New Adventures Of Robin Hood) (Fernsehserie, Episode 2x09)
- 1999: Johanna von Orleans (Joan of Arc)
- 2000: Gladiator
- 2001: Attila – Der Hunne (Attila) (Fernsehserie, 2 Episoden)
- 2003: Fluch der Karibik (Pirates of the Caribbean: The Curse of the Black Pearl)
- 2005: Starfly (Kurzfilm)
- 2006: Pirates of the Caribbean – Fluch der Karibik 2 (Pirates of the Caribbean: Dead Man’s Chest)
- 2007: Pirates of the Caribbean – Am Ende der Welt (Pirates of the Caribbean: At World’s End)
- 2007: Eddie Proctor (Kurzfilm)
- 2009: Shadows in the Wind (Kurzfilm)
- 2010: Every Occupation Needs a Party (Kurzfilm)
- 2011: Tribe
- 2011: The Bottle (Kurzfilm)
- 2011: Pirates of the Caribbean: Tales of the Code: Wedlocked (Kurzfilm)
- 2012: Sindbad (Sinbad)(Fernsehserie, Episode 1x11)
- 2012: Clubs & Styx (Kurzfilm)
- 2013: Traveller
- 2014: October 1
- 2014: Artificio Conceal (Kurzfilm)
- 2015: The Timber
- 2017: The Beyond
- 2018: The House That Jack Built
- 2019: In the Trap
- 2020: Darbar